# Владовский сельский совет (Черниговский район)
Владовский сельский совет (укр. Владівська сільська рада) — входит в состав
Черниговского района
Запорожской области
Украины.
Административный центр сельского совета находится в 
с. Владовка.

## История
- 1939 — дата образования.

## Населённые пункты совета
- с. Владовка
- с. Степовое